# Trasporti in Botswana
Questa voce raccoglie le principali tipologie di trasporti in Botswana.

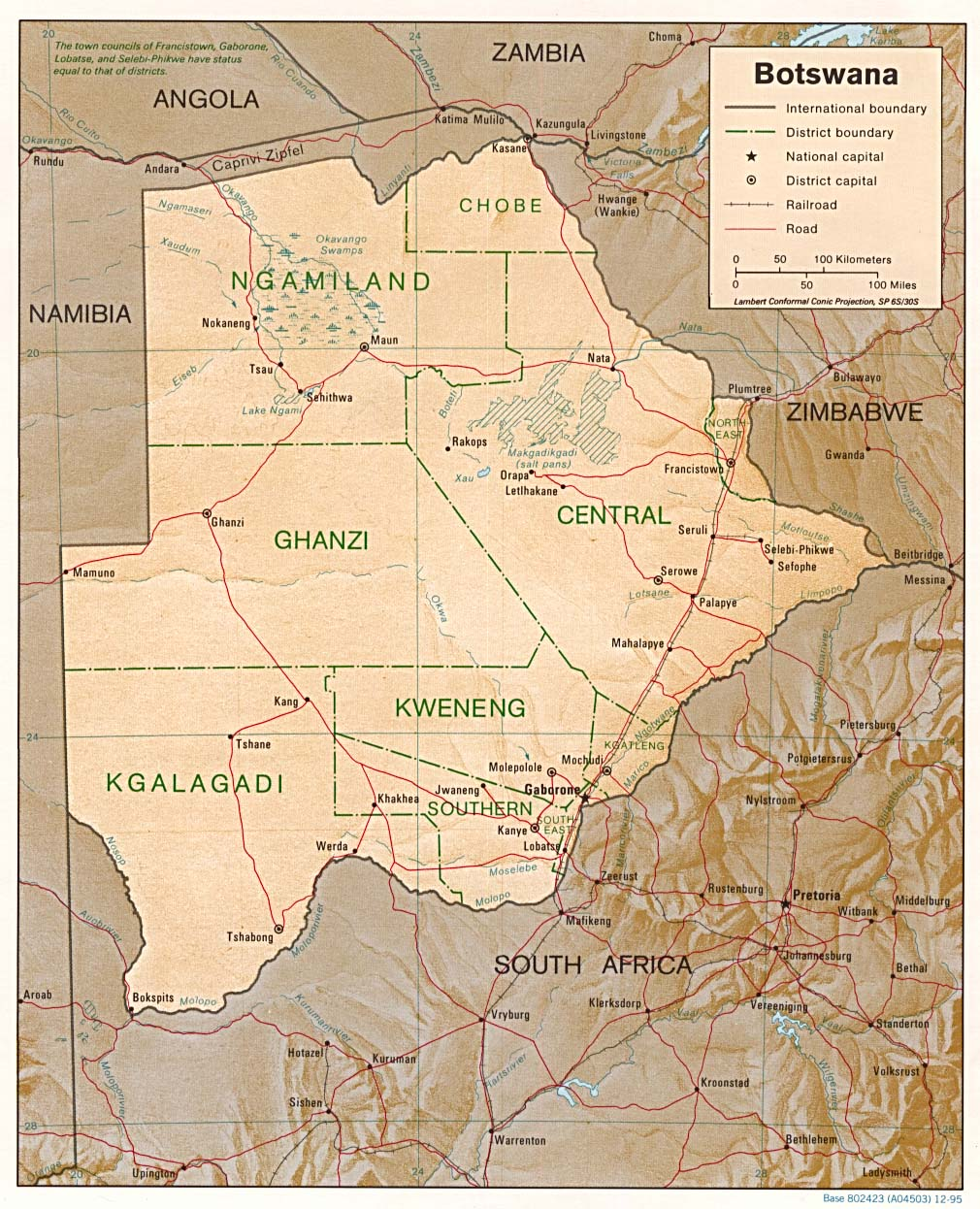
Botswana: carta geopolitica con rete stradale e ferroviaria

## Trasporti su rotaia

### Reti ferroviarie
In totale: 888 km, tutti a scartamento ridotto di 1067 mm (dati 2002)
- Gestore nazionale: Botswana Railway, appartenente alla SARA, acronimo di Southern African Railway Association.
- Collegamento a reti estere contigue
  - presente
    - senza cambio di scartamento: Sudafrica e Zimbabwe

  - proposto
    - con stesso scartamento: Namibia.

## Trasporti su strada

### Rete stradale
In totale: 23.243 km (dati 1999)
- asfaltate: 6.972 km
- bianche: 16.271 km.

### Reti filoviarie
Attualmente in Botswana non esistono filobus.

### Autolinee
Nella capitale, Gaborone, ed in altre zone abitate del Botswana, operano aziende pubbliche e private che gestiscono i trasporti urbani, suburbani ed interurbani esercitati con autobus.

## Trasporti aerei

### Aeroporti
In totale: 86 (dati 2002)
a) con piste di rullaggio pavimentate: 10
- oltre 3047 m: 0
- da 2438 a 3047 m: 2
- da 1524 a 2437 m: 7
- da 914 a 1523 m: 1
- sotto 914 m: 0

b) con piste di rullaggio non pavimentate: 76
- oltre 3047 m: 0
- da 2438 a 3047 m: 0
- da 1524 a 2437 m: 3
- da 914 a 1523 m: 55
- sotto 914 m: 18.